# Sabotier

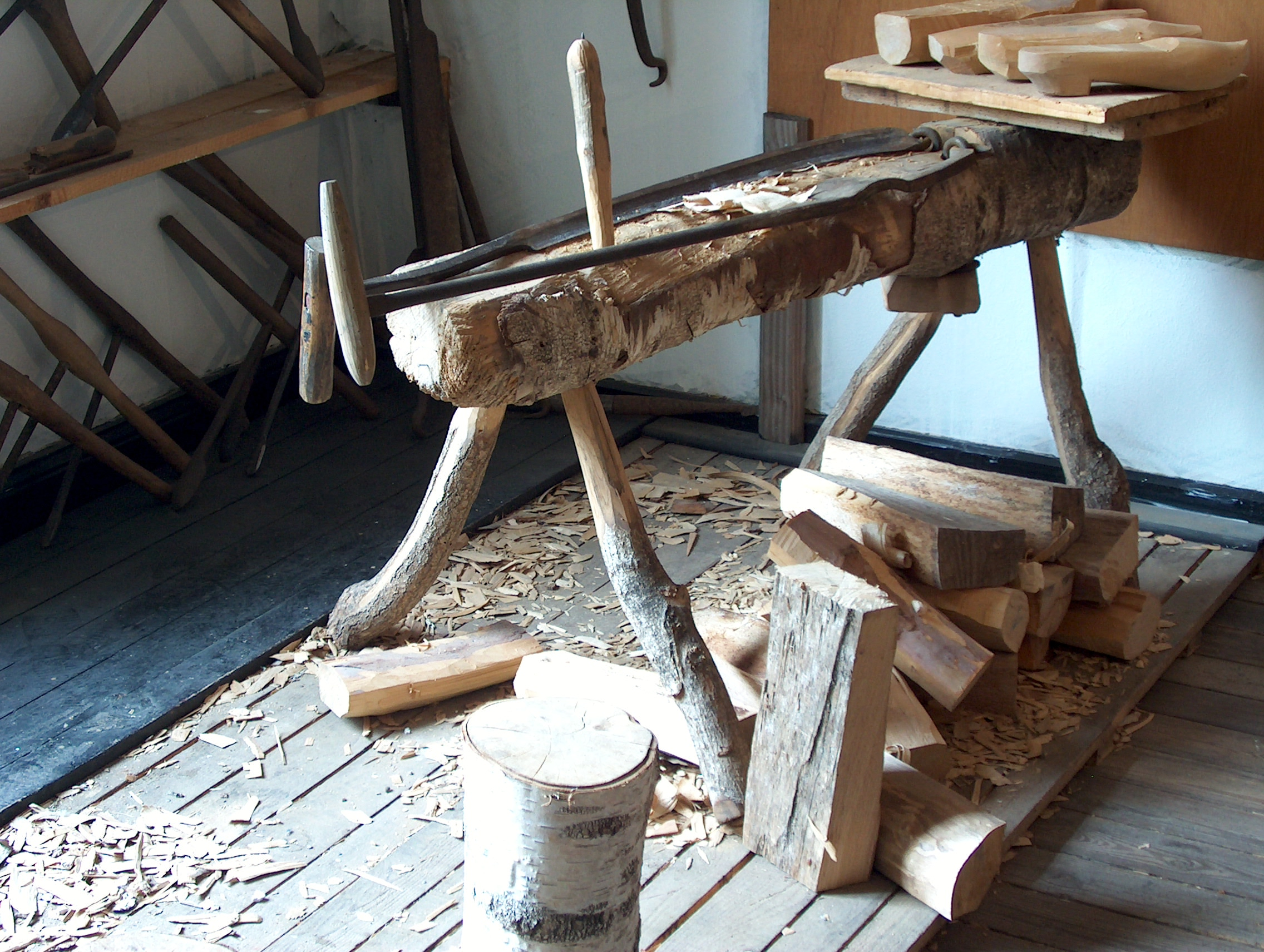
La plane, appelée aussi paroir est utilisée par le planeur.

Le sabotier est une personne qui est spécialisée dans la fabrication des sabots. 

## Historique
L'utilisation de sabots dans les campagnes françaises a perduré jusqu'au milieu du XXe siècle. Leur fabrication s'effectuait par les paysans eux-mêmes mais l'art des sabotiers permettait d'en sculpter en nombre, « de les garnir de cuir ou de les clouter ». Au moins un stère de bois était nécessaire pour en réaliser une douzaine de paires.

### Description d'une hutte de sabotiers
« La hutte, d'aspect primitif, était (...) à la fois lieu de vie et lieu de travail. Les sabotiers la construisirent dans la forêt, à proximité d'une source. Elle était formée d'une armature de poteaux enfoncés dans le sol. Sur cette armature, on montait les murs et le toit, généralement avec les matériaux offerts par la forêt et les alentours : mottes de terre, branchages, genêt, paille.. La porte, seule ouverture de la hutte, était faite de planches, de rondins ou de genêts. Au milieu du toit était percé un trou afin de laisser s'échapper la fumée : un bon feu était entretenu jour et nuit dans le foyer au centre de la hutte. Il avait plusieurs fonctions : réchauffer la hutte, cuire la nourriture et faire sécher les piles de sabots neufs creusés dans le bois vert ». 

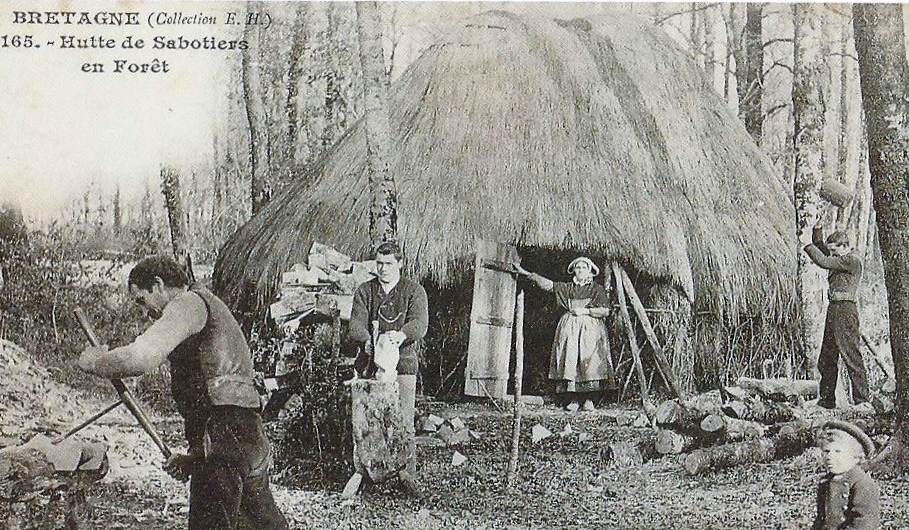
Hutte de sabotiers dans une forêt bretonne vers 1900 (carte postale, Émile Hamonic).

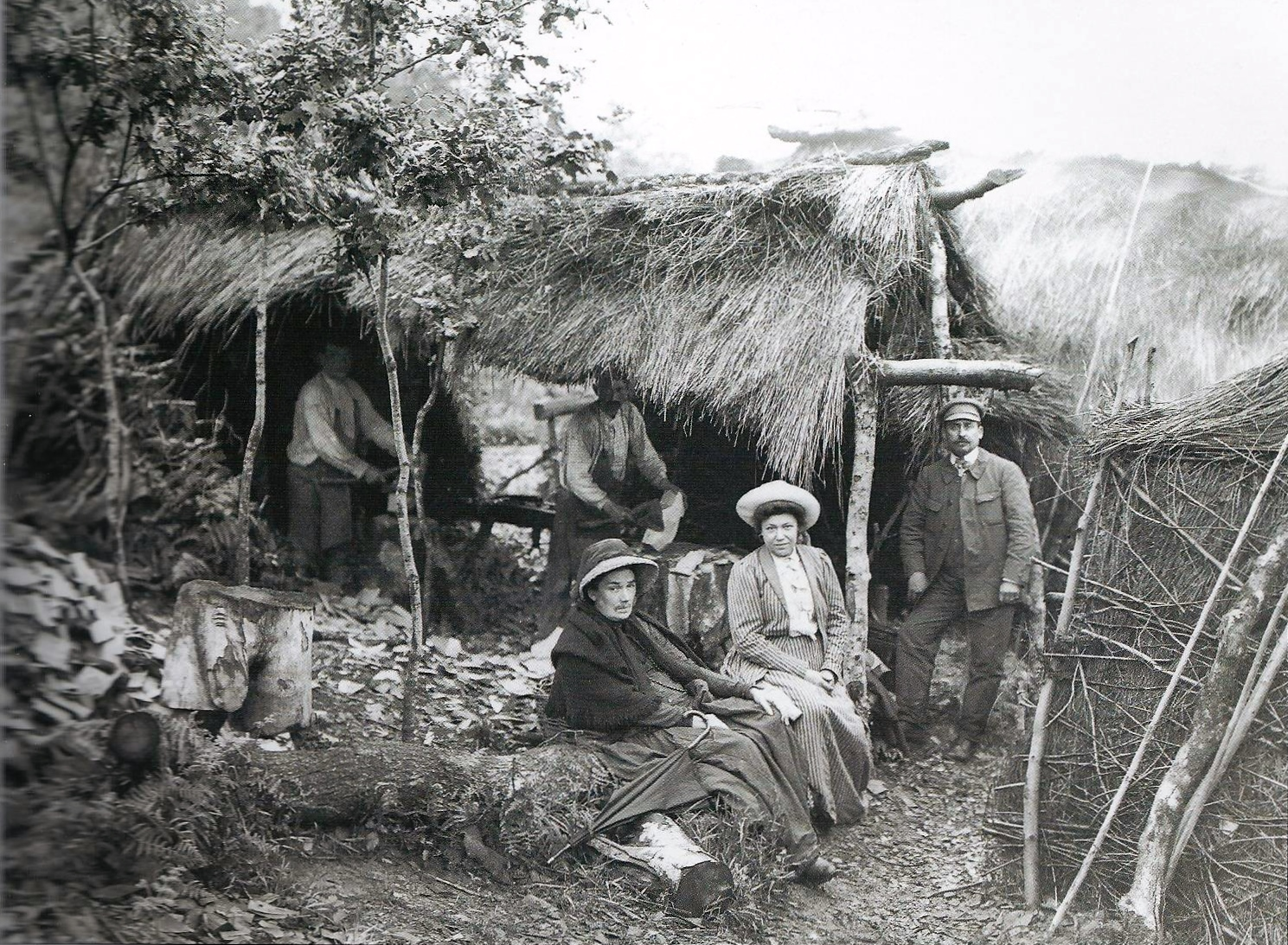
Hutte de sabotiers en forêt de Toulfouën (photographie de Philippe Tassier, entre 1908 et 1912).

### Le travail des sabotiers

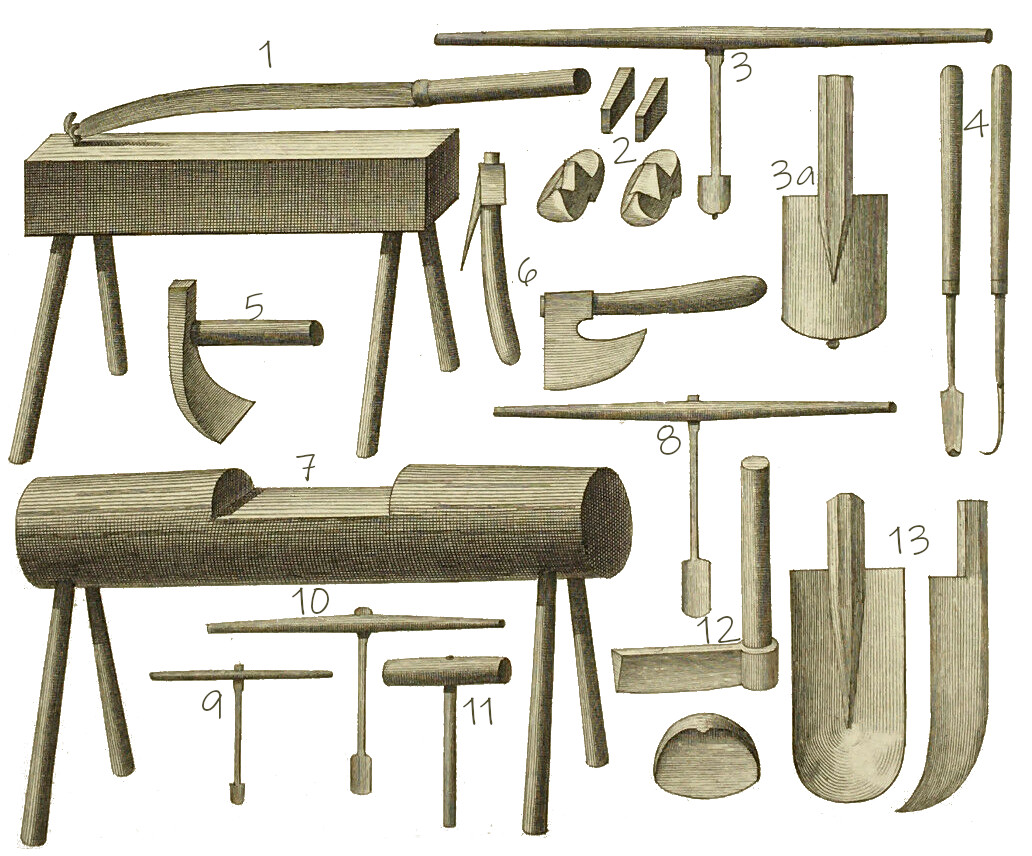
1 Paroir sur son banc 2 Ébauche et cales 3 et 3a Tarière 4 Rouannes 5 Herminette (essette) 6 Doloire 7 Banc pour creuser 8-9-10 Cuillères de différentes tailles 11 Maillet appelé renard 12 Coutre 13 Agrandissement d'une cuillère.

Cette description des sabotiers bretons est probablement valable pour de nombreuses autres régions :

« Longtemps, les sabotiers s'étaient bornés à édifier des cabanons temporaires sur les cantons en cours de vidange, se déplaçant tous les deux ou trois ans, au rythme des ventes. Au XVIIIe siècle (...) on observe chez ces artisans une tendance à la stabilisation, sans qu'ils se départissent de leur esprit sauvage et volontiers particulariste. Le comte d'Essuiles note (...) [en] 1785 que beaucoup d'entre eux ont édifié des huttes au "plus épais des bois et à demeure", certaines de grandes dimensions. (...) Les hommes s'adonnaient à l'étronçage, au rabotage et au finissage des pieds de hêtres dont ils s'étaient portés séparément adjudicataires ; les femmes œuvraient à l'apprêt final des sabots (ciselures), nourrissant elles-mêmes quelques volailles, voire quelques têtes de bétail (vaches, cochons) qu'elles laissaient vagabonder dans les landes environnantes. Très individualistes, les sabotiers ne travaillaient guère en commun (...), frayant peu avec les paysans riverains, leurs principaux clients, qui les accusaient volontiers, à tort, de pratiques maléfiques. »

— Michel Duval, Forêts bretonnes en Révolution. Mythes et réalités
À la fin du XVIIIe siècle une nouvelle technique de fabrication des sabots, façon dite d'Auvergne, permit de fabriquer des sabots d'une plus grande légèreté, se démarquant des sabots rustiques traditionnels. On y apposait un vernis jaune et on incisait de fines entailles noires. « Moins résistants que leurs lourds sabots dont usaient habituellement les populations rurales, ces galoches devaient à leur aspect séduisant de recevoir un meilleur accueil auprès de la clientèle urbaine ».
Les sabotiers se répartissaient en deux catégories : 
- les « planeurs » qui façonnaient l'extérieur du sabot ;
- les « creuseurs » qui réalisaient l'intérieur[4].

En France, leur saint patron est saint René. En Belgique, c'est saint Joseph qui est honoré à ce titre.
En 2010, il existe encore une dizaine d'artisans qui pratiquent ce métier en France, et seulement deux au Québec.
Le sabotier choisit le bois en fonction de l'utilisation future du sabot et des habitudes régionales (voir sabot). Chaque essence a ses défauts et ses qualités.

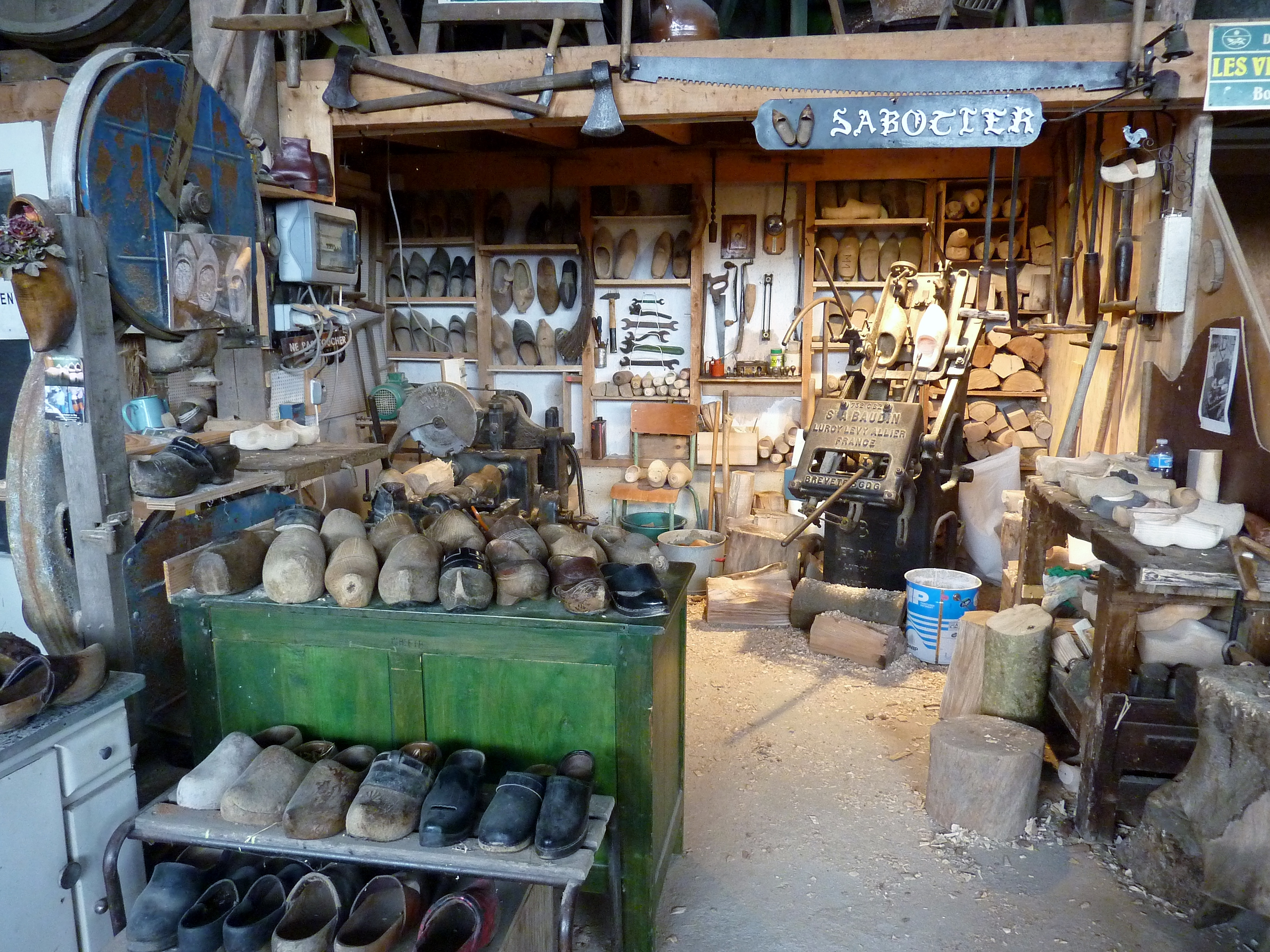
Musée vivant des vieux métiers d'Argol : atelier de sabotier.
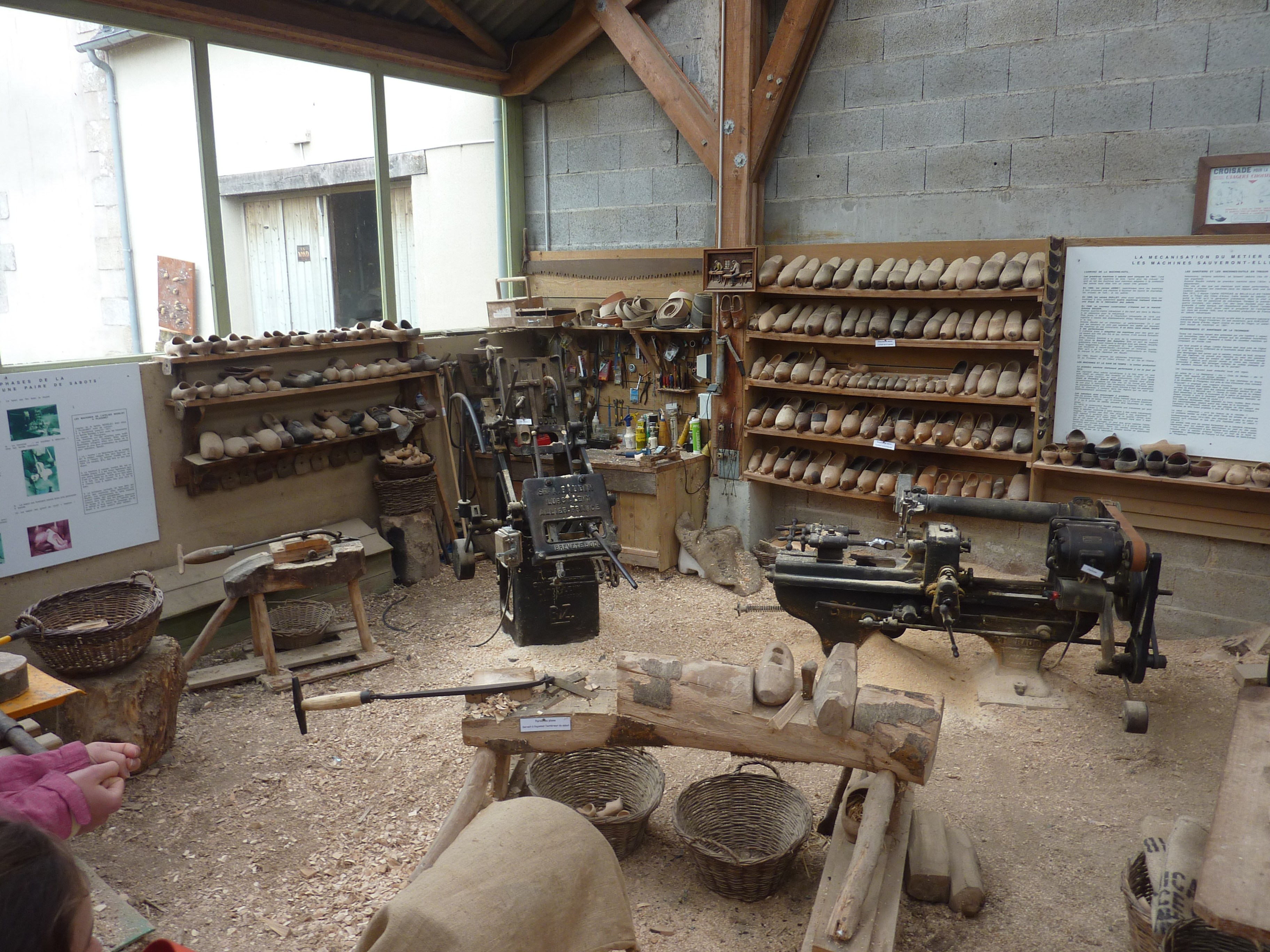
Atelier de sabotier (reconstitution, écomusée de Plouigneau).